# Synagoge (Vitry-le-François)

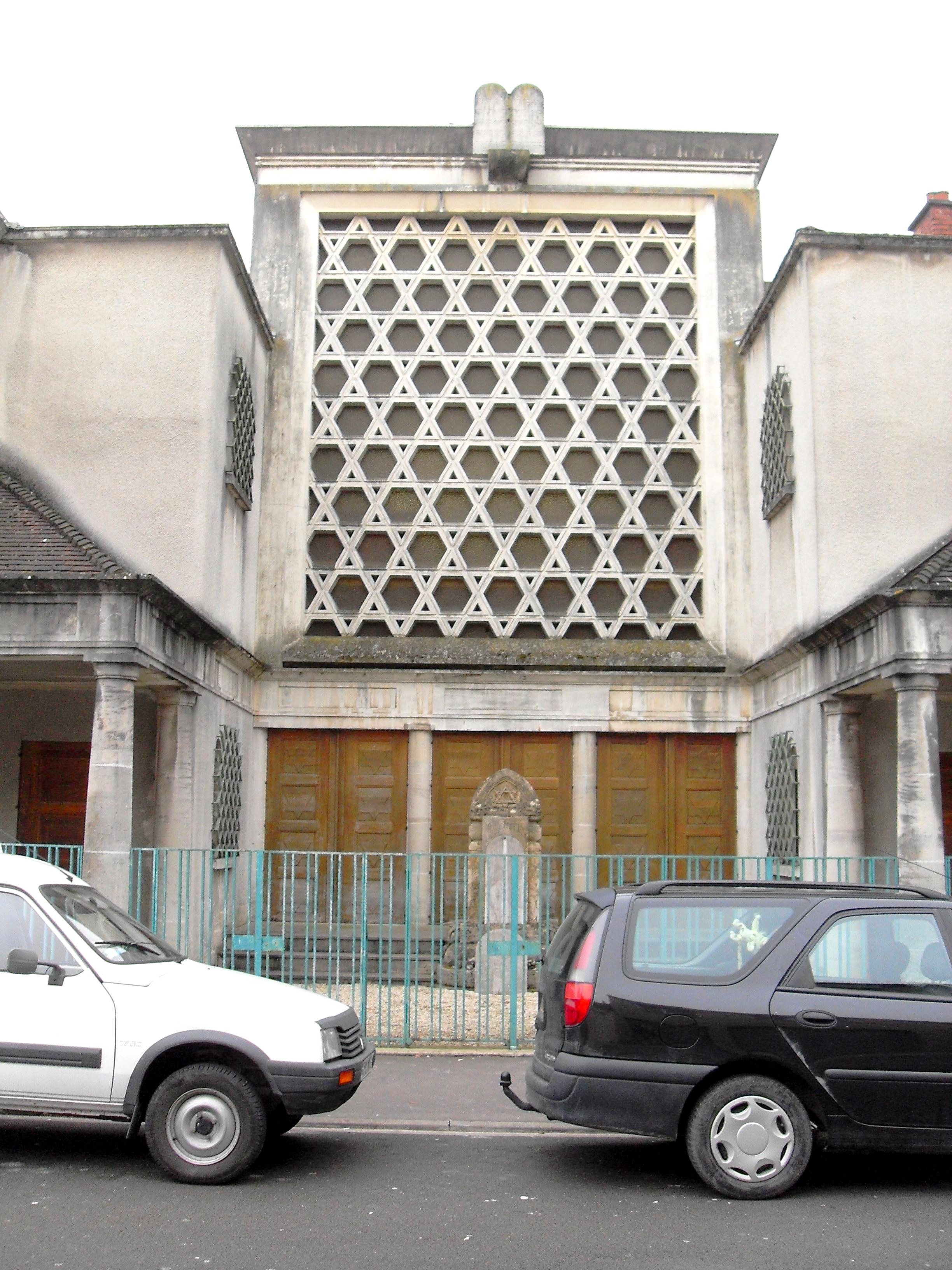
Ehemalige Synagoge von Vitry-le-François

Die Synagoge in Vitry-le-François, einer französischen Stadt im Département Marne in der Region Grand Est, hat die Adresse 7, rue du Mouton.

## Geschichte
Die alte Synagoge in Vitry-le-François wurde mit finanzieller Unterstützung der Gemeinde und des französischen Staates 1883/85 erbaut und 1940 bei einem deutschen Bombenangriff während des Zweiten Weltkriegs zerstört.

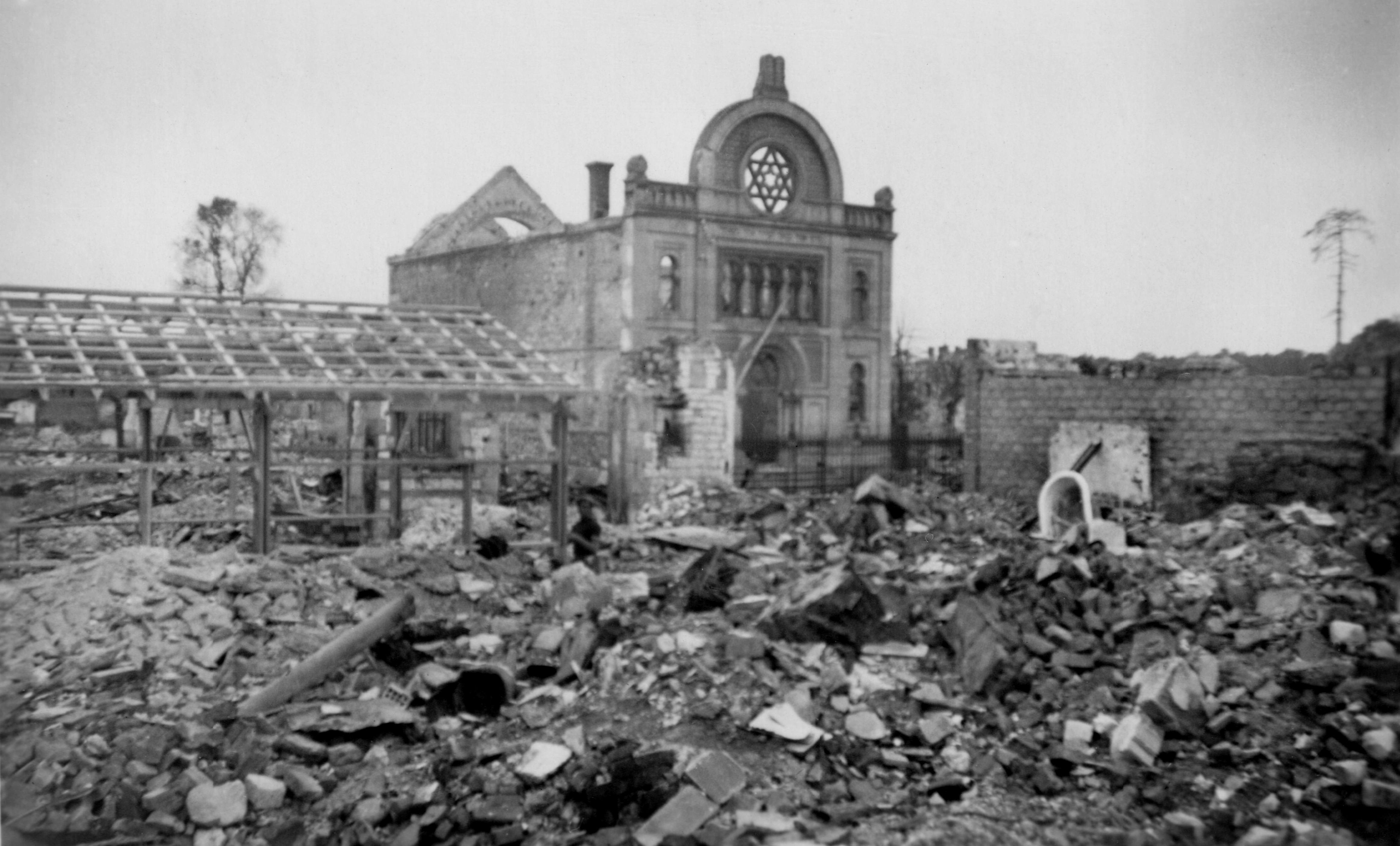
Die alte 1940 zerstörte Synagoge von Vitry-le-François

1957 wurde neue Synagoge an der gleichen Stelle erbaut und sie diente der jüdischen Gemeinde Vitry-le-François bis 2007 zum Gottesdienst. Heute finden in dem Gebäude kulturelle Veranstaltungen statt.